# GLA (宗教法人)

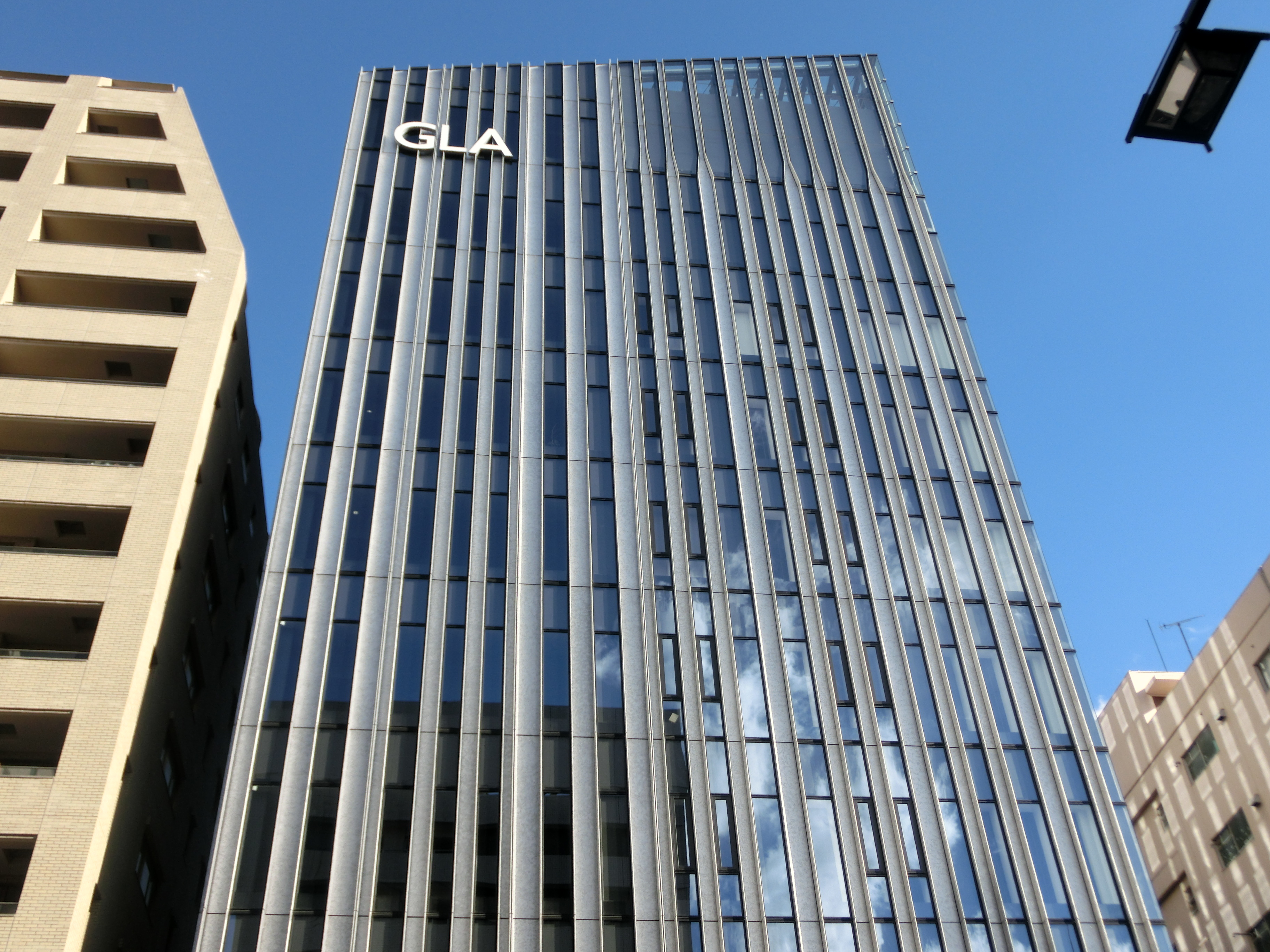
総合本部本館

宗教法人GLA（ジーエルエー）は、1969年に高橋信次が創立した日本の宗教団体。 

## 呼称
GLAは創立当初の1969年には神光会あるいは大宇宙神光会と称していたが、1970年に団体の名称をGod（神）Light（光）Association（会）の各語の頭文字を取ったGLAに改めた。1973年に宗教法人になり、2013年1月に法人名をジー・エル・エー総合本部から宗教法人GLAへ変更した。

## 概要
（教祖の高橋信次のライフヒストリーは、本人の著作以外の情報がほぼない。）高橋信次は1927年に長野県の農家に生まれ、10歳で原因不明の病気にかかって幾度か死線を超え、幽体離脱を経験し、このような発作を繰り返すようになった。幽体離脱した高橋は、美しい自然の中で遊んだり、死者と話したり、世界中の人々が暮らす大きな建物を見学したりしたという。これ以来、幽体離脱で経験した「もう一人の私」の疑問を解くことと健康を願い、家の近くの権現に参るようになる。中学校を2年で中退して陸軍幼年学校に入り、陸軍士官学校在学中に終戦を迎える。日大工学部電気学科に進学、電気工学、物理、天文、科学、医学などを学び、これが後のGLAの教義の形成に大きな影響を与えた。卒論のテーマが霊的現象を解明しようというもので、教授の不評を買ったため卒業資格を得ることができなかったという。
25歳から独立自営で電気関係の仕事を始め、徐々に拡大、コンピューター端末機器製造会社の高電工業株式会社を設立し、同社と八起ビル管理株式会社の社長となる。神秘の世界の探求も続け、仏教の僧やキリスト教会にいろいろ質問したりもしたが、納得できず、既存宗教に徐々に失望。学友に「変わり者の予言者」等と呼ばれており、異常者扱いされていたという。1964年に結婚、この前後から不思議な体験をするようになり、ほとんどの予言が的中し、様々な相談を受けるようになったという。1968年2月にはローソクの炎が蓮の花の形に、そして蓮の実の形になる体験をし、7月に義弟に手かざしをしていると、「ワン・ツー・スリー」と名乗る指導霊、「フワン・シン・フワイ・シンフォー」と名乗る守護霊が義弟に憑依し3日のうちに悟れと要求、信次は高野山の修行僧や寛永寺の古宇田老師などと接して一種の悟りに至ったとされる。7月末まで義弟を霊媒に異次元の存在と交流したが、これ以降は信次が直接指導霊や守護霊から教えを受けるようになったという。9月に妹に観世音菩薩が入り、過去生を思い出し、「もう一人の私」とは肉体から抜け出した自分自身で、あの世に行くときの新しい肉体を持った自分であると考えるようになり、幽体離脱して自在に世界中望む場所に行くことができるようになったという。妻にも同じような霊的現象が生じ、話を聞きつけ多くの人が集まるようになり、1969年4月に「大宇宙神光会」を発足して講演を行い、12月にGLA（God Light Associationの略）と改名。1978年には、霊友会の分派であった瑞法会教団の2代目教祖が信治の著作に感銘を受け教団ごと加わり関西支部となる。教団は順調に拡大していったが、1976年に信次の容態が悪化、自己を「エル・ランティー」であるとし、長女佳子を後継者と示唆、6月に死去した。48歳の時に生命にかかわる事態があると予言されていたが、急逝に信徒は動揺、これを乗り越えるために「肉体を脱ぎ捨ててあの世に帰り、あの世からソ連の指導者が原爆の発射ボタンを押さないようにするため」等の説明が行われた。
妻の一栄がGLAの会長になり、日大文学部哲学科に在学していた佳子を「法の継承者」とし、佳子は大天使ミカエルとして伝道を行ったが、GLAの主導権を巡って講師たちの間で対立が生じ、主に若手が残り、年配の講師の多くは脱退した。若手講師たちはSF作家の平井和正をスタッフに迎え、佳子は自身を主エル・ランティーの教えを具現化する大天使ミカエルとしてミカエル宣言を行い、若手講師たちはマスコミを利用し全国でミカエル旋風を起こそうと画策したが、反対にマスコミに追及されることもあり、この試みは成功しなかった。脱退した講師たちは各々一派を作って小教祖となり、GLAは多くの集団に分裂し、かつての勢いを失った。1980年代前半からは、GLAの会報でも「ミカエル・佳子」という名称は見られなくなっているが、会員の多くは佳子をミカエルとみなし、エネルギーがもらえるとして講演などで握手を求める者も多い。
信次には多くの新宗教の教祖同様に、シャーマンの要素が見られる。霊能者としては脱魂と憑霊（霊の憑依）の両方を具えており、召命型・修行型の分類では召命型の要素が強いと見られている。信治は講演の後で「霊道を開く」と言って、異言を語らせる、過去生を思い出させる、憑依霊を祓うといったことを行い、カリスマ性を示した。研究者の長谷瑞光は、GLAの教義の源流には悪霊論があるとしており、信治は精神病は悪霊の仕業であると説いていたが、佳子の著作ではこうした言説はほぼ姿を消し、人生の苦難や世界の苦境の克服ということがテーマとなっており、教えには変化が見られる。
高橋佳子率いるGLAは、現代社会が抱える様々な課題の根本に、人間が永遠の生命としての「魂の原点」を見失った存在の空洞化があると説く。一切の源なる生命にして、宇宙の意志たる「大宇宙大神霊・仏」ともいうべき「大いなる光」を崇拝の対象としている。高橋佳子は、人間存在の原点回復を導く新たな人間観・世界観を「魂の学」として集成した。
高橋佳子率いるGLAは、その真実の人間観、世界観を世界に発信し、一人ひとりが本当の自分に目覚め、魂として抱いた固有の目的と使命（ミッションワーク）を果たし、より輝ける人生を取り戻してゆけるように研鑽をかさねているとしている。そして、一人ひとりの「魂の学」の実践を助力し、会員の家庭や職場、社会が調和され、一人ひとりが世界に貢献してゆくことがGLAの願いであると述べている。「魂の学」の実践　(魂主義を生きる）とは、「どうあらんとするか」という問いを発し続ける生き方であるとされている。

## 沿革
- 1968年7月 - GLAの創始者高橋信次は宇宙を貫く法（神理）を悟る境地に到達した。人間は誰もが永遠の生命を生きる存在であり、人生の目的は「自己の確立」と「世界の調和」であることを説き、調和のとれたユートピアの建設をめざした。[16]

- 1969年 - 創始者高橋信次の許に集った有志により「大宇宙神光会」が創設される。[16]

- 1970年 - 会名を「GLA」に変更。

- 1976年 - 高橋信次は自らの48歳での帰天と青年の中から後継者が出現することを予言し、後継者を探し始める。
  - 創始者高橋信次死去[18]。「感謝と誓いの式」が挙行される。式辞の中で2代目主宰高橋佳子は、創始者高橋信次の志である神の光が顕現した仏国土・ユートピア具現の使命を引き継いでゆくことを表明した。

- 1977年 - 『真創世記』を発刊。[注 2]
  - MBG（のちの青年塾）を発足。
  - ウイズダム（GLAの実践哲学における基礎的方法）を開示[要出典]。
  - 新システムとしてのプロジェクト（具現運動）及びプロジェクト活動（神理の体験と具現の学習）を導入[要出典]。

- 1991年 - 『サイレント・コーリング』を発刊。創始者高橋信次が目指してきた真のユートピアが内なる力と外なる力の統合された新たな文明を築くことであることを明示する。[注 3]

- 1992年 - TL人間学講座[注 4]が開始される。

- 1994年 - GLA創立25周年の善友の集い開催　　
  - 主宰により21世紀に向け、ボーディ・サットヴァ（菩薩）の境地を目指す会員の自己認識力の強化と、神理実践者[注 5]の全国的な増加等を図る[要出典]。

- 1995年 - TL人間学・経営分野による第一次ディスカバリーセミナーが開催。[注 6]　　[GLA 6]

- 1996年 - TL人間学・経営・医療・教育三分野合同による第二次ディスカバリーセミナーが開催。[19]

- 2001年 - ジェネシスプロジェクトをスタートする。[注 7]

- 2003年 - TL人間学実践企業・実践病院の認定が行われる。2001年度～2003年度[要出典]

- 2005年 - TL人間学実践企業・実践病院の認定が行われる。2004年度～2005年度[要出典]

- 2007年 - グローバルジェネシスプロジェクトを開始。[注 8]
  - TL人間学実践企業・実践病院の認定が行われる。2006年度～2007年度[要出典]

- 2009年 - 本部聖堂における特別供養の場が開示される。[注 9]

- 2012年 - 国際的な情報発信機能を持つGLA中京会館の設計が始まる。[注 10]

- 2017年 - 第7回TL人間学実践企業、実践病院（クリニック）・実践ドクターの認定が行われる。2015～2017年度[要出典]

- 2018年 - 『最高の人生のつくり方』を発刊。カオス発想術を開示する。[注 11]

## 組織・施設
総合本部本館  　　
東京都台東区雷門2-18-3
人生祈念館
山梨県北杜市にあるGLAの宗教施設。2013年に山梨県北杜市に開設した。2014年、「高橋信次先生ご光跡『奉納の儀』」が執り行われる。2014年8月から10月にかけて信濃毎日新聞など各地方紙で「新宗教にみる葬送」と題して、人生祈念館では遺骨を30年後に散骨することなど、その活動と趣旨が紹介された。
GLA 中京会館
GLA 中京会館は愛知県名古屋市にある。GLA中京本部のある建物。「魂の学」を日本全国・海外へ発信する新たな主要拠点の一つとなる。2016年開所、GLA地方本部としては最も大きな会館となる。

## 会員数
GLAの会員数は、1976年6月（高橋信次の死去時）9千人弱、1976年末8761人、1978年9千人（『日本宗教総覧』）、1988年1.3万人（同）、1994年1.6万人、2001年2万人（『日本宗教総覧』）、2006年2.6万人、2014年4万2,437人(物故会員 5,899人を含む)、2020年4月6万85人(物故会員 11,519人を含む。GLAによるデータ)、2023年62,839人（物故会員15,609人を含む）

## 宗教活動
冠婚葬祭
GLAでは、希望する会員の各々の冠婚葬祭についてそれを執り行っている。
命名の儀
「命名の儀」は、両親や親族によってつけられた「名」が、司祭の祈りとともに嬰児に授けられる。
結婚式
結婚式（結婚と誓いの儀）は、新郎新婦が深い絆によって結ばれる生涯の伴侶として、ひとつの家庭を築き、ともに人生を歩み続けることを誓い合う場として行われる。
葬儀
葬儀では、何よりも故人を偲び、 故人への畏敬と感謝とともに、あの世での道行きに神理の光が注がれるように祈りを捧げることが大切にされる。それは、この世での修行を終えた故人の魂が、赴くべきところに旅立ってゆく「人生の卒業式」と受け止められている。
葬儀にあたっては、故人の人生の道のりをしたためた小さな栞（葬儀の栞）が作成される。それを通して、参列者は、故人の人生や人柄をより深く知り、かけがえのない別れの時が実現されるという。
供養行ならびに特別供養
「供養行」の取り組みは、供養行について書いてある冊子にもとづいて会員個人によって行われる。「供養行」は、一定の期間、取り組む本人が自らの人生を振り返り、心の浄化を深めながらあの世の魂との絆を深め、思い出を想起し、祈り、語りかけ、共に魂の成長と進化の道を歩んでゆくものである。
特別供養は、2009年、GLAの主宰によって新たに開かれた供養の場である。その場では、特別供養を申し込んだ会員の個人的な供養行の取り組みを経たのち、当日は、司祭の祈り添えによる供養が執り行われる。年2回、GLA会員とその親族を対象にGLA各本部で開催されている。

## 集いやセミナー
GLAには、研鑽システム（各種の集いやセミナーなど）がある。
聖日の集い
聖日とは、1年の中に定められた、GLAが大切にしている聖なる日のこと。
- 新年の集い（年の始まり）
- 善友の集い（GLA創立記念日）
- 現身の集い（創始者高橋信次の命日）
- 感謝の集い（年の終わり）

善友の集い
GLAの年中行事の一つである善友の集いは毎年4月に創立記念日にちなんで開催され、GLAが定める聖日の一つである。
1994年の善友の集いで行われた主宰者高橋佳子の講演は、「GLAにおけるもっとも重要かつ基本的な研鑚の場」である「ニュープロジェクト研鑽」が開始される契機となった。2004年の善友の集いでは「GLA会員憲章」が採択された。2019年の善友の集いではGLA創立50周年記念式典が行われた。
GLAによれば、ゴータマ・シッダッタが、「善友」の意義を問う弟子に対して「善き友を得るとは、道のすべてにもあたることだ」と語ったとされることが、GLAの善友の集いの原点である。
層別セミナー
年齢層（層別）に分かれて行われるセミナー。セミナーでは、主宰者である高橋佳子の講演やオリジナル教材を基に、その世代ならではの課題に取り組む。

グループ学習
1カ月に2回、2時間程度、自宅や職場が近くの会員5、6名が1つのグループをつくって、「魂の学」の基本を学ぶ場。2017年現在、約3000グループが活動しているとされる。

## その他
ビジネス分野
TL経営研修機構は、GLAの関連団体である。TL（トータルライフ）人間学（魂の学）に基く経営を学び、実践するための研修機構である。TL経営研修機構は、経営に携わる人がTL経営（TL人間学に基づく新しい経営）の在り方を学び、実践する集いのこと。「TL人間学」を基とした実践によって、一人ひとりの中にある内なる力を引き出し、問題解決と創造を可能にする道を体験的に学んでゆくことを目的としている。
医療・健康分野
TL医療研究会では、「魂の学」に基づく新しい医療観・病気観・診断観・治療観による研究と実践に取り組んでいる。
ボランティア活動
2011年の東日本大震災、2016年の熊本地震においては、対策本部を立てた。全国的な救援活動の陣頭指揮を執りながら、GLA主宰者も再々被災地に赴いて被災者と対話した。